# Estación de La Fortuna
La Fortuna es la última estación de la línea 11 del Metro de Madrid. Situada en el barrio de Leganés del mismo nombre, es la única estación de línea 11 que se encuentra fuera de Carabanchel, ya que el resto la línea está en el subsuelo carabanchelero. Además la estación de La Fortuna es la única estación de metro de Leganés que tiene conexión directa con Madrid y que no se encuentra en la línea 12, el resto de las estaciones de metro en Leganés: (San Nicasio, Leganés Central, Hospital Severo Ochoa, Casa del Reloj, Julián Besteiro y El Carrascal) son todas estaciones de la línea 12 y sin conexión directa con la capital.

## Historia
La estación empezó a construirse en 2007. El 5 de octubre de 2010 fue abierta al público convirtiéndose en cabecera de la línea 11. En abril de 2014, la UE puso en evidencia la infrautilización de esta ampliación del Metro, puesto que según el Tribunal de Cuentas Europeo "apenas tiene el 18% de los usuarios que el Gobierno regional previó cuando solicitó a Bruselas fondos europeos para construirla". Además añade: "El análisis de las necesidades de movilidad previo al proyecto no incluyó una comparación cuantitativa de las diferentes opciones de transporte".

## Accesos
Vestíbulo La Fortuna
- San José C/ San José, 40
- Ascensor C/ San José, 44 (semiesquina C/ Carmen)

## Líneas y conexiones

### Metro
| << cabecera    | < estación | línea | estación >     | cabecera >>    |
| -------------- | ---------- | ----- | -------------- | -------------- |
| Plaza Elíptica | La Peseta  |       | final de línea | final de línea |

### Autobuses
| Diurnos |                           |                                         |                |
| Línea   | Destino                   | Parada                                  | Operador       |
| 1       | Vereda de los Estudiantes | 08033 San José-Est. La Fortuna (N.º 44) | Empresa Martín |

| Diurnos   |                                     |                                         |                |
| Línea     | Destino                             | Parada                                  | Operador       |
| 483       | Leganés (Vereda de los Estudiantes) | 16602 San Pedro-Oporto (N.º 31)         | Empresa Martín |
| 486       | Leganés (Valdepelayo)               | 16602 San Pedro-Oporto (N.º 31)         | Empresa Martín |
| 487       | Leganés (San Nicasio)               | 16602 San Pedro-Oporto (N.º 31)         | Empresa Martín |
| 483       | Madrid (Aluche)                     | 16601 San Pedro-San Agustín (N.º 33)    | Empresa Martín |
| 486       | Madrid (Oporto)                     | 08033 San José-Est. La Fortuna (N.º 44) | Empresa Martín |
| 487       | Madrid (Aluche)                     | 08033 San José-Est. La Fortuna (N.º 44) | Empresa Martín |
| Nocturnos |                                     |                                         |                |
| Línea     | Destino                             | Parada                                  | Operador       |
| N802      | Leganés                             | 16602 San Pedro-Oporto (N.º 31)         | Empresa Martín |
| N802      | Madrid (Atocha)                     | 08033 San José-Est. La Fortuna (N.º 44) | Empresa Martín |